# 巴拉克拉瓦
巴拉克拉瓦（羅馬化：Balaklava）是乌克兰克里米亚半岛塞瓦斯托波爾市下属的定居地，1854年10月25日克里米亚战争期间，此地爆发巴拉克拉瓦戰役。2014年，该地人口为18,649人。巴拉克拉瓦头套以此地命名。